# Christian Fassnacht
Christian Fassnacht (Zürich, 1993. november 11. –) svájci válogatott labdarúgó, a Young Boys középpályása.

## Pályafutása

### Klubcsapatokban
Christian Fassnacht a svájci Zürich városában született. Az ifjúsági pályafutását a helyi Thalwil csapatában kezdte, majd a Zürichnél és a Red Star Zürichnél folytatta azt.
2010-ben mutatkozott be a Thalwil felnőtt csapatában. A 2014-ben kölcsönjátékosként a Tuggennél szerepelt, itt 17 mérkőzésen lépett pályára és 10 gólt szerzett. 2015-ben a Winterthur igazolta le. A 2016–2017-es szezonban az első osztályban szereplő Thun játékosa volt. 2017-ben két és fél éves szerződést kötött a Young Boys együttesével. Először a 2017. június 30-ai, Innsbruck elleni mérkőzésen lépett pályára ahol megszerezte első gólját is. A ligában a 2017. július 22-ei, Basel elleni találkozón debütált. A 2017–2018-as szezonban 34 mérkőzésen elért 11 góljával hozzájárult a Young Boys újabb bajnoki címéhez a svájci ligában. 2019. december 5-én még három és fél évvel meghosszabbította a szerződését a svájci klubbal, amely így már 2023. június 30-ig szól. 2021. október 3-án, a Servette ellen idegenben 6–0-ra megnyert mérkőzésen mesterhármast szerzett.
2023. július 25-én az angol másodosztályban szereplő Norwich City-hez írt alá. 2025 január 1-jén visszatért a Young Boys-hoz.

### A válogatottban
2018-ban debütált a svájci válogatottban. Először a 2018. október 12-én, Belgium ellen idegenben 2–1-re elvesztett mérkőzésen lépett pályára. Első válogatott gólját a 2019. november 18-ai, Gibraltár elleni EB-selejtezőn szerezte. A válogatottal részt vett a 2020-as labdarúgó-Európa-bajnokságon, ahol egészen a negyeddöntőig jutottak.

## Statisztika
2023. június 4. szerint.
| Klub                | Szezon   | Bajnokság             | Bajnokság | Bajnokság | Kupa  | Kupa  | Nemzetközi | Nemzetközi | Összesen | Összesen |
| Klub                | Szezon   | Bajnokság             | Mérk.     | Gólok     | Mérk. | Gólok | Mérk.      | Gólok      | Mérk.    | Gólok    |
| ------------------- | -------- | --------------------- | --------- | --------- | ----- | ----- | ---------- | ---------- | -------- | -------- |
| Thalwil             | 2010–11  | 2. Liga Interregional | 6         | 1         | 0     | 0     | 0          | 0          | 6        | 1        |
| Thalwil             | 2011–12  | 2. Liga Interregional | 25        | 4         | 0     | 0     | 0          | 0          | 25       | 4        |
| Thalwil             | 2012–13  | 2. Liga Interregional | 24        | 9         | 0     | 0     | 0          | 0          | 24       | 9        |
| Thalwil             | 2013–14  | 1. Liga               | 19        | 7         | 0     | 0     | 0          | 0          | 19       | 7        |
| Thalwil             | Összesen | Összesen              | 74        | 21        | 0     | 0     | 0          | 0          | 74       | 21       |
| Tuggen (kölcsönben) | 2014–15  | Promotion League      | 17        | 10        | 1     | 1     | 0          | 0          | 18       | 11       |
| Winterthur          | 2014–15  | Challenge League      | 13        | 2         | 0     | 0     | 0          | 0          | 13       | 2        |
| Winterthur          | 2015–16  | Challenge League      | 34        | 9         | 0     | 0     | 0          | 0          | 34       | 9        |
| Winterthur          | Összesen | Összesen              | 47        | 11        | 0     | 0     | 0          | 0          | 47       | 11       |
| Thun                | 2016–17  | Super League          | 35        | 10        | 0     | 0     | 0          | 0          | 35       | 10       |
| Young Boys          | 2017–18  | Super League          | 34        | 11        | 5     | 1     | 9          | 2          | 48       | 14       |
| Young Boys          | 2018–19  | Super League          | 35        | 11        | 4     | 0     | 8          | 0          | 47       | 11       |
| Young Boys          | 2019–20  | Super League          | 30        | 7         | 6     | 3     | 8          | 2          | 44       | 12       |
| Young Boys          | 2020–21  | Super League          | 36        | 10        | 1     | 1     | 12         | 4          | 49       | 15       |
| Young Boys          | 2021–22  | Super League          | 18        | 11        | 1     | 0     | 9          | 1          | 28       | 12       |
| Young Boys          | 2022–23  | Super League          | 29        | 8         | 4     | 2     | 1          | 1          | 34       | 11       |
| Young Boys          | Összesen | Összesen              | 182       | 58        | 21    | 7     | 47         | 10         | 250      | 75       |
| Összesen            | Összesen | Összesen              | 338       | 100       | 22    | 8     | 47         | 10         | 407      | 118      |

### A válogatottban
| Válogatott | Év       | Pályára lépés | Gól |
| ---------- | -------- | ------------- | --- |
| Svájc      | 2018     | 3             | 0   |
| Svájc      | 2019     | 2             | 1   |
| Svájc      | 2021     | 10            | 3   |
| Svájc      | 2022     | 2             | 0   |
| Svájc      | 2023     | 2             | 0   |
| Összesen   | Összesen | 19            | 4   |

#### Góljai a válogatottban
| # | Időpont            | Helyszín                       | Ellenfél       | Gólok | Eredmény | Kiírás               |
| - | ------------------ | ------------------------------ | -------------- | ----- | -------- | -------------------- |
| 1 | 2019. november 18. | Victoria Stadion, Gibraltár    | Gibraltár      | 3–0   | 6–1      | 2020-as EB-selejtező |
| 2 | 2021. június 3.    | Kybunpark, Sankt Gallen, Svájc | Liechtenstein  | 2–0   | 7–0      | Barátságos mérkőzés  |
| 3 | 2021. június 3.    | Kybunpark, Sankt Gallen, Svájc | Liechtenstein  | 4–0   | 7–0      | Barátságos mérkőzés  |
| 4 | 2021. október 9.   | Stade de Genève, Genf, Svájc   | Észak-Írország | 2–0   | 2–0      | 2022-es VB-selejtező |

## Sikerei, díjai
Young Boys
- Super League
  - Bajnok (5): 2017–18, 2018–19, 2019–20, 2020–21, 2022–23

- Svájci Kupa
  - Győztes (2): 2019–20, 2022–23
  - Döntős (1): 2017–18